# Aedes raymondi
Aedes raymondi är en tvåvingeart som beskrevs av Ponte och Castro 1951. Aedes raymondi ingår i släktet Aedes och familjen stickmyggor. Inga underarter finns listade i Catalogue of Life.